# Mike Jackson (baseball)
Pour les articles homonymes, voir Michael Jackson (homonymie), Mike Jackson (homonymie) et Jackson.
Michael Ray Jackson, né le 22 décembre 1964 à Houston, Texas (États-Unis), est un lanceur de relève droitier de baseball ayant joué dans les Ligues majeures de 1986 à 2004.

## Carrière
Mike Jackson amorce sa carrière avec les Phillies de Philadelphie, qui le repêchent à deux reprises. Après avoir été sélectionné en 29e ronde en juin 1983, il est le second choix des Phillies en janvier 1984 et cette fois signe un contrat avec l'équipe. Il fait son entrée dans le baseball majeur le 11 août 1986 avec Philadelphie. En 1987, il joue 7 matchs comme lanceur partant et ajoute 48 présences comme lanceur de relève. Sa moyenne de points mérités s'élève à 4,20 en 109 manches et un tiers mais il encaisse 10 défaites contre 3 victoires. Le 9 décembre 1987, les Phillies l'échangent, avec le voltigeur Glenn Wilson, aux Mariners de Seattle, contre le lanceur gaucher Tim Fortugno et le voltigeur Phil Bradley.
Jackson évolue quatre saisons à Seattle dans ce qui est le premier de deux séjours dans cette ville de la côte ouest américaine. Employé comme releveur dans plus de 60 matchs à chaque saison, il se distingue avec des moyennes de points mérités de 2,63 et 3,17 en 1988 et 1989, respectivement, lançant dans chacune de ces saisons un total de 99 manches et un tiers. En 1991, sa moyenne s'élève à 3,25 et il enregistre 14 sauvetages pour les Mariners. Le 11 décembre 1991, Jackson et les lanceurs droitiers Dave Burba et Bill Swift sont transférés de Seattle aux Giants de San Francisco contre l'ancien joueur par excellence de la Ligue nationale, le voltigeur Kevin Mitchell, et le lanceur gaucher Mike Remlinger.
Dans l'enclos de relève des Giants, Mike Jackson maintient une moyenne de points mérités de 2,99 en 201 manches et deux tiers lancées en trois ans. En 1993, il joue 81 matchs, un sommet dans le baseball majeur. Dans une saison où il est limité à 42 manches et un tiers en 1994, sa moyenne ne s'élève qu'à 1,49 point mérité accordé par partie.
Devenu agent libre, il se joint aux Reds de Cincinnati pour une saison et aide le club à remporter le championnat de sa division en 1995 avec six victoires, une défaite, et une moyenne de 2,39 en 49 manches lancées. Après avoir blanchi l'adversaire, Los Angeles, en trois sorties dans la Série de divisions qui ouvre les éliminatoires, Jackson encaisse une défaite lorsqu'il accorde le point gagnant aux éventuels champions de la Série mondiale 1995, les Braves d'Atlanta, dans le premier match de la Série de championnat de la Ligue nationale disputé à Cincinnati.
Le lanceur droitier rejoint les Mariners de Seattle pour une saison en 1996 avant de prendre la direction de Cleveland, où il joue pour les Indians de 1997 à 1999. Il continue à être efficace en relève, présentant une moyenne de points mérités de 2,99 en 207 manches et deux tiers au monticule lors de ces trois saisons. Il aide son club à remporter le titre de la Ligue américaine en 1997 et reçoit le crédit d'une victoire dans le quatrième match de la Série de division contre les Yankees de New York, alors que les Indians font face à l'élimination. Il n'accorde aucun point dans les deux premières rondes éliminatoires et affiche une moyenne de 1,93 en quatre matchs joués dans la Série mondiale 1997, que Cleveland perd aux mains des Marlins de la Floride. En 1998, Jackson brille avec une moyenne de 1,55 en 64 manches en saison régulière. Il retourne en éliminatoires avec les Indians dans les deux années qui suivent leur présence en Série mondiale mais l'aventure se termine en deuxième et première ronde, respectivement. En 1998 et 1999, il se classe chaque fois quatrième chez les stoppeurs de la Ligue américaine avec respectivement 40 et 39 victoires protégées. Il remplace José Mesa et réalise 15 sauvetages lorsque ce dernier connaît des ennuis avec la justice durant la saison 1997 et remplace son prédécesseur, échangé à San Francisco, les deux années suivantes.
Jackson retourne chez sa première équipe, les Phillies de Philadelphie, pour la saison 2000 mais une opération à l'épaule droite le garde à l'écart du jeu toute l'année. Il joue 2001 chez les Astros de Houston, 2002 chez les Twins du Minnesota et 2004 chez les White Sox de Chicago, prenant part aux éliminatoires avec les deux premières de ces équipes. En 2003, il est sous contrat avec les Diamondbacks de l'Arizona mais ceux-ci le retranchent durant leur camp d'entraînement et Jackson ne revient au jeu que la saison suivante.
Mike Jackson a remporté 62 victoires contre 67 défaites dans le baseball majeur et compte 142 sauvetages. Sa moyenne de points mérités en carrière se chiffre à 3,42 en 1188 manches et un tiers lancées et il a enregistré 1006 retraits sur des prises. Ses 1005 matchs joués, dont 998 comme lanceur de relève, le placent 14e à ce chapitre dans l'histoire des majeures après la saison 2012. Jackson porte le numéro d'uniforme 42 pendant plusieurs saisons à San Francisco, Cincinnati, à son deuxième séjour à Seattle ainsi qu'à Cleveland et Houston et ce même si le baseball majeur avait retiré ce numéro à la grandeur de la ligue en hommage à Jackie Robinson. Il était permis aux joueurs en activité de continuer de le porter puisque plusieurs d'entre eux l'avaient choisi justement en l'honneur de Robinson. Seuls Mo Vaughn (2004) et Mariano Rivera (2004-2013) portent ce numéro après lui.